# إيبرهارد الثالث دوق فورتمبيرغ
ايبرهارد الثالث دوق فورتمبرغ (بالألمانية: Eberhard III. von Württemberg) (16 ديسمبر 1614 - 2 يوليو 1674) حكم باسم دوق فورتمبيرغ من عام 1628 حتى وفاته في عام 1674.